# Ursula K. Le Guin
Ursula Kroeber Le Guin (Berkeley, Kalifornija, 21. listopada 1929. – Portland, Oregon, 22. siječnja 2018.) bila je američka spisateljica. Pisala je romane, poeziju, knjige za djecu, eseje i kratke priče, od kojih su najpoznatije iz žanra fantastike i znanstvene fantastike. Djela, koja je počela je objavljivati tijekom 1960-ih, se bave taoističkim, anarhističkim, feminističkim, psihološkim i sociološkim temama.

## Život
Le Guin je rođena i odrasla u Berkeleyu, u Kaliforniji. Otac joj je bio antropolog Alfred L. Kroeber, a majka spisateljica Theodora Kroeber. Ursulin otac je 1901. stekao prvi doktorat iz antropologije u Sjedinjenim Državama, na Sveučilištu Columbia, i nakon toga utemeljio drugi odsjek antropologije na Kalifornijskom sveučilištu Berkeley. Alfredova biografija, koju je napisala njegova supruga Theodora Kroeber pod naslovom Alfred Kroeber: Osobna konfiguracija, dobar je izvor za istraživanje Ursulinog djetinjstva i biografskih elemenata u njezinim kasnijim djelima, osobito njezina interesa za socijalnu antropologiju.
Le Guin je stekla bakalaureat na Koledžu Radcliffe 1951., a magistrirala je na Sveučilištu Columbia 1952. Kasnije je studirala u Francuskoj, gdje je upoznala budućeg supruga, povjesničara Charlesa Le Guina. Vjenčali su se 1953.
Za književnost se zanimala od rane mladosti. U dobi od jedanaest godina poslala ja svoju prvu priču časopisu Astounding Science Fiction. Priča je dobila odbijenicu. Njezina prva djela, od kojih je neka prilagodila i uvrstila u zbirke Orsinian Tales i Malafrena, bila su nefantastične priče o izmišljenim zemljama. Želeći predmet svoga interesa izraziti u obliku koji bi netko htio objaviti, vratila se svom starom interesu za znanstvenu fantastiku i djela su joj početkom 1960-ih počela izlaziti u tisku. Dobila je priznanje za svoj roman Lijeva ruka tame, koji je osvojio nagrade Hugo i Nebula 1970. godine.
U godinama iza toga Le Guin je surađivala s redateljima i skladateljima. Doprinijela je filmu The Lathe of Heaven (1979), koji se temelji na njenom istoimenom romanu. 1985. surađivala je s avangardnim skladateljem Davidom Bedfordom na libretu svemirske opere Rigel 9.
U prosincu 2009. Le Guin je podnijela je ostavku na članstvo u američkom udruženju pisaca Authors Guild u znak protesta protiv odobrenja Googleovog projekta digitalizacije knjiga od strane udruženja. "Odlučili ste poslovati s đavlom", napisala je u svojoj ostavci. "U pitanju su principi, prije svega čitav koncept autorskog prava; a ove ste blagohotno prepustili nekoj korporaciji, pod njezinim uvjetima, bez otpora."
Le Guin je od 1958. živjela u Portlandu. Ima troje djece i četvero unučadi.

## Teme
Znanstvena fantastika Ursule Le Guin stavlja jak naglasak na društvene znanosti, uključujući sociologiju i antropologiju, pa se može svrstati u potkategoriju koju obično nazivaju meka znanstvena fantastika (eng. Soft Science Fiction). Le Guin se protivi takvoj klasifikaciji njezinih djela, smatrajući da se njime uvode podjele i nameće određeni stav po pitanju što čini pravu znanstvenu fantastiku.
Jedno od najistaknutijih obilježja pisanja Ursule Le Guin jest njezin pristup problemu rase. Većina Ursulinih glavnih likova nisu bijelci. To je u skladu s činjenicom da su većina ljudi nije bijela. Iz istoga razloga na naslovnicama njezinih knjiga često nema prikaza likova. U njezinim se djelima vanzemaljske kulture često koriste kako bi se prenijela neka poruka o ljudskoj kulturi općenito. Kao primjer možemo navesti istraživanje seksualnog identiteta pomoću androgine rase u djelu Lijeva ruka tame. Na temelju takvih djela, njezin rad možemo svrstati u kategoriju feminističke znanstvene fantastike, ali ne nužno. Njezina se djela također često bave ekološkim pitanjima.
Le Guin u svom pripovijedanju koristi obične svakodnevne radnje i interakcije. Primjerice, u djelu Tehanu za radnju je od presudne važnosti zaokupljenost glavnih likova svakodnevnom brigom o stoci, obradom vrta i obavljanjem kućnih poslova. Iako često za istraživanje političkih i kulturoloških tema koristi perspektivu s nekog drugog svijeta, Le Guin je također pisala fikciju čija je radnja smještena mnogo bliže domu; radnja mnogih njezinih kratkih priča odvija se u našemu svijetu, bilo u sadašnjosti bilo u bliskoj budućnosti.
Nekoliko njezinih znanstvenofantastičnih djela, uključujući romane Čovjek praznih šaka i Lijeva ruka tame, pripadaju njezinom Hainskom ciklusu koji opisuje galaktičku civilizaciju daleke budućnosti labavo povezanu organizacijskim tijelom koje se zove Ekumena (eng. The Ekumen). Mnoga od navedenih djela govore o posljedicama kontakta između različitih svjetova i kultura. Ekumena služi kao okvir u kojem se odvijaju te interakcije. Primjerice, romani Lijeva ruka tame i Pričanje bave se posljedicama dolaska emisara Ekumene (poznatih pod imenom "mobili", eng. "mobiles") na zabačene planete i kulturnim šokom koji time izazivaju.
Za razliku od civilizacija u mainstream znanstvenoj fantastici, nijedna od civilizacija koje Le Guin opisuje ne posjeduje pouzdanu tehnologiju putovanja bržeg od svjetlosti, izuzev nadsvjetlosnih (superluminalnih) promatrača i bombardera koji nemaju posade. Umjesto toga, Le Guin je kreirala tzv. "ansibl",  uređaj koji omogućuje trenutnu komunikaciju na udaljenostima do 120 svjetlosnih godina. Pojam i koncept ansibla je naknadno posudilo nekoliko znamenitih autora.